# Peter Hermann Stillmark
Peter Hermann Stillmark (Penza, 22 luglio 1860 – Pärnu, 23 giugno 1923) è stato un farmacologo tedesco.

## Biografia
Peter Hermann Stillmark fu un farmacologo tedesco del baltico. Stillmark scrisse tra i primi sulla Ricina (proteina). Il suo dottorato fu tutorato da Rudolf Kobert, professore di farmacologia, dietetica e storia della medicina presso il  Kaiserliche Universität zu Dorpat.
Stillmark frequentò la Domschule di Riga (Rīgas Valsts 1. ģimnāzija). A Dorpat fu membro del Baltische Corporation Estonia Dorpat (Korporatsioon Estonia).

## Opere
- Über Ricin, ein giftiges Ferment aus den Samen von Ricinus comm. L. und einigen anderen Euphorbiaceen, Dorpat, 1888.